# 先願主義
特許制度における先願主義（せんがんしゅぎ、英語: first-to-file principle）とは、最初に特許出願を行った者に特許権を与える制度。例えば、同じ発明をした者が二人いた場合、どちらが先に発明をしたかにかかわらず、先に特許庁に出願した者（出願日が早いほう）に特許権が付与される。これに対して、先に発明した者に特許を付与することを先発明主義という。
現在ではほとんどの国で、先願主義が採用されている。最近まで先発明主義が残っていた米国においても2006年、国際会議において先願主義の採用に同意し、米国特許法改正が2012年から段階的に開始され、2013年3月16日には移行が行われた。
先発明主義と比較すると、先願主義では出願状況を見ることによって他者によって発明されているかどうか知ることができ、二重投資を避けることができるという長所がある。

## 日本における先願主義
日本の特許制度では、特許法39条に先願主義が定められている。同条では、異なる日にされた同一発明に係る出願は、先にされた出願のみが登録を受けうる旨を規定する（特許法39条1項、以下特に記載がなければ条文番号は同法）。より詳しくは、以下の要件が必要である；
1. 異なる日にされたこと（39条1項）。
2. 特許出願に係る発明（特許請求の範囲に記載の発明）が同一であること（39条1項）。
3. 先にされた出願が放棄・取り下げ・却下・拒絶[3]が確定していない（先願の地位がある）こと（39条5項）。

このことから、同一人であっても、同じ発明には登録を受けることができない。また、この規定は、実用新案登録出願にも同様に適用される（39条3項、実用新案法7条1項及び3項）。
ここで、放棄・取り下げ・却下・拒絶が確定した出願に先願の地位（後願排除効）を認めていないのは、これらの出願に係る発明は公開されないので、このような出願にいかなる権利を認めるべきではないためである。
同日にされた同一発明に係る出願は、いずれも登録を受けることができない（39条2項）。この場合、特許庁長官は、両者に対して協議命令を行う（39条6項）。協議が不調・不成立に終わり、二重特許が解消しなかった場合は、39条2項の規定により、出願は拒絶される（49条）。